# Paarskeelboself
De paarskeelboself (Philodice mitchellii, synoniem Calliphlox mitchellii) ) is een vogel uit de familie Trochilidae (kolibries). De vogel is genoemd naar de Engelse zoöloog David William Mitchell.

## Verspreiding en leefgebied
Deze soort komt voor van oostelijk Panama tot westelijk Ecuador.